# ハイイロミズナギドリ
ハイイロミズナギドリ（灰色水薙鳥、学名：Ardenna grisea）は、ミズナギドリ目ミズナギドリ科に分類される鳥類の一種である。

## 分布
ニュージーランド周辺の島嶼、オーストラリア大陸東部の島嶼、南アメリカ大陸南部の島嶼で繁殖する。非繁殖期は、北太平洋をベーリング海付近まで北大西洋をグリーンランド南部まで北上する。
日本においては繁殖はしていないが、太平洋側の沖合いでほぼ一年中見られる。4-6月頃には北上するため通過する個体が多く見られるが、その他の季節（特に冬期）では少ない。

## 形態
全長約46cm。翼開長は94-109cm。全身暗褐色で体の下面はやや淡い。ハシボソミズナギドリと似ているが、翼下面の下雨覆の白いのがとのおもな区別となる。

## 分類
本種は、以前は ミズナギドリ属（Puffinus ）に分類されていたが、遺伝子に基づく研究成果により、現在では ハシボソミズナギドリ属（Ardenna）に分類されている。

## 生態
非繁殖期は外洋で生活する。数百羽以上の大群を形成することもある。翼の動きは速いがやや浅く硬く、翼先端で羽ばたき、かなりの長い時間直線的に低滑空で飛ぶ。
食性は動物食で、甲殻類、軟体動物や魚類を捕食する。比較的潜水して餌を捕食することが多い。

## 保全状態評価
NEAR THREATENED (IUCN Red List Ver. 3.1 (2001))